# Martha Kearney
Martha Catherine Kearney (Dublin, 8 de outubro de 1957) é uma jornalista e apresentadora britânica. Ela foi a principal apresentadora do programa de notícias da BBC Radio 4, The World at One, por onze anos e, em abril de 2018, tornou-se apresentadora do programa Today.

## Primeiros anos
Kearney nasceu em Dublin e foi criada em um ambiente acadêmico; seu pai, o historiador Hugh Kearney, lecionou primeiro em Sussex e depois nas universidades de Edimburgo. Ela foi educada na Escola Católica de São José (mais tarde São Wilfredo), Burgess Hill, Sussex, durante seus primeiros anos; estudou brevemente na Brighton and Hove High School; depois completou sua educação secundária no George Watson's Ladies College em Edimburgo. De 1976 a 1980, ela estudou clássicos no St Anne's College, Oxford. Em seu último ano em Oxford, ela trabalhou como voluntária na rádio do hospital.

## Carreira
Kearney começou sua carreira como operadora de telefonia em programas telefônicos na London Commercial Station LBC e Independent Radio News em Londres. Foi repórter antes de se tornar correspondente política quando cobriu as eleições gerais de 1987 no Reino Unido. Em 1988, ela se juntou ao A Week in Politics no Channel 4 como repórter. Em 1990, ela se mudou para o programa político da BBC, On the Record.

### BBC
Em 1998, Kearney tornou-se apresentadora regular do Woman's Hour da BBC Radio 4. Em 2000, tornou-se editora política do programa Newsnight, da BBC Two. Ela apresentou o Newsnight e o Newsnight Review. Ela foi candidata a suceder Andrew Marr como editora política da BBC em 2005, mas perdeu para Nick Robinson.
Kearney apareceu em um segmento da série de comédia da BBC, Time Trumpet, intitulada "Honey, I Shrunk Martha Kearney", na qual Jeremy Paxman, em uma versão fantasiosa do Newsnight, a entrevistou com um terço do seu tamanho normal. Ela também apareceu mais tarde no episódio em uma reportagem falsa de Notting Hill. Em 2006, ela apresentou ao pai uma série da Radio 4 sobre a história das universidades na Grã-Bretanha, The Idea of a University.
Kearney apresentou Woman's Hour pela última vez em 19 de março de 2007 e Newsnight em 23 de março de 2007. Ela se tornou a principal apresentadora do programa de notícias da Radio 4 em The World at One, em 16 de abril de 2007. Ela apresentou o Newsnight Review, que se tornou The Review Show de 2006 a 2014.
Kearney foi indicada ao prêmio BAFTA por sua cobertura do processo de Paz na Irlanda do Norte em 1998. Ela foi, com Jenni Murray, apresentadora de rádio TRIC do ano em 2004, e ganhou um prêmio Sony bronze por um programa sobre pobreza infantil. Ela foi premiada como comentarista política do ano pela revista The House em 2006. Em 2014, a Voice of the Listener & Viewer concedeu-lhe o prêmio de Melhor Contribuição Individual à Rádio.
Em 2013, Kearney ganhou seu episódio do Great Comic Relief Bake Off competindo contra Claudia Winkleman, Ed Byrne e Helen Glover.
Kearney se juntou ao Today, da Radio 4, em abril de 2018 como apresentadora principal, trocando mensagens com Sarah Montague.
Outros trabalhos da BBC incluem Who Killed The Honey Bee (2009) para BBC Four, The Wonder of Bees (2014) para BBC Four, um documentário em duas partes da natureza, Hive Alive (2014), ao lado de Chris Packham para BBC Two, The Secret World of Lewis Carroll (2015) para a BBC Two, Being The Brontes (2016) para a BBC Two, The Great Butterfly Adventure (2016) para a BBC Four, The Books That Made Grã-Bretanha (2016) para BBC One, Great Irish Journeys (2017) para BBC Four, e MAKE! Craft Britain (2017) para a BBC Four.
Ela também apresentou Talking Books para a BBC do Hay Festival, entrevistando Kazuo Ishiguro e Marlon James, entre outros.

### Outras atividades
- Em 2004, Kearney foi jurada do Prêmio Baillie Gifford de Não Ficção (anteriormente o Prêmio Samuel Johnson de Não Ficção).
- Em 2005, ela participou do júri do Prêmio Laranja de Ficção, exclusivo para mulheres.[20]
- Kearney participou do júri do Prêmio Hipócrates de 2012 em Poesia e Medicina.
- Em 2013, Kearney foi jurada do Prêmio Booker.
- Kearney foi Presidente da Associação Clássica, 2013-14.